# Годетт, Мари-Жозефин
Мари-Жозефин Годетт (англ. Marie-Josephine Gaudette; 25 марта 1902, Манчестер, США — 13 июля 2017, Рим, Италия) — итальянско-американская супердолгожительница. С 12 мая 2016 года, когда не стало последней американки, родившейся в XIX веке, Сюзанны Мушатт Джонс, являлась старейшей американкой за пределами США.
Будучи монахиней, носила церковное имя сестра Сесилия. Жила в Риме с 1958 года. С 15 апреля 2017 года являлась пятым по возрасту живущим человеком в мире и старейшей жительницей Италии после смерти Эммы Морано.

## Биография
Мари-Жозефин Годетт родилась 25 марта 1902 года в Нью-Гемпшире, США. С юности решила стать монахиней. Затем Годетт переехала в Канаду, а потом во Францию, где преподавала музыку (пение) до своего переезда в Рим, Италию в 1958 году.
Скончалась 13 июля 2017.

## Рекорды долголетия
- 25 марта 2017 года стала 42-м человеком, официально достигшим 115-летнего возраста.
- 15 апреля 2017 года стала старейшим жителем Италии среди ныне живущих.